# Instinción
Instinción község Spanyolországban, Almería tartományban. Lakosainak száma 498 fő (2024).

## Földrajza
Instinción Alboloduy, Alsodux, Rágol, Íllar, Bentarique, Felix, Canjáyar, Terque és Enix községekkel határos.

## Népesség
A település lakosságának változását az alábbi diagram mutatja:
| Lakosok száma | 538  | 527  | 508  | 493  | 484  | 463  | 444  | 448  | 462  | 498  |
|               | 2001 | 2004 | 2006 | 2009 | 2011 | 2014 | 2016 | 2019 | 2021 | 2024 |